# Cao Minh Tiến
Cao Minh Tiến (sinh năm 1962) là một sĩ quan trong Quân đội nhân dân Việt Nam, hàm Trung tướng, nguyên là Bí thư Đảng ủy, Chính ủy Học viện Kỹ thuật Quân sự.

## Binh nghiệp
Ông Tiến tốt nghiệp Kỹ sư Xe quân sự/Học viện Kỹ thuật Quân sự năm 1987 và giữ lại trường làm giảng viên Khoa Động lực.
Trước năm 2015, ông là Chủ nhiệm Chính trị Học viện Kỹ thuật Quân sự
Năm 2015, ông làm Phó Chính ủy Học viện Kỹ thuật Quân sự
Năm 2017, ông được bổ nhiệm làm Chính ủy Học viện Kỹ thuật Quân sự
Năm 2017, ông được thăng quân hàm Thiếu tướng.
Năm 2021 được phong quân hàm Trung Tướng.